# Anoda (roślina)
Anoda, zwiastnica (Anoda Cav.) – rodzaj roślin z rodziny ślazowatych. Obejmuje 23 gatunki. Występują one na obu kontynentach amerykańskich i w Australii, przy czym największe zróżnicowanie gatunkowe jest w Meksyku. W polskiej florze jako efemerofit występuje jeden gatunek – anoda kędzierzawa (Anoda cristata), szeroko rozprzestrzeniona w świecie. Błędnie wymieniana jest także anoda trójkątna (Anoda triangularis), która to nazwa jest synonimem A. cristata.

## Systematyka
Pozycja systematyczna według APweb (aktualizowany system APG IV z 2016)
Należy do plemienia Malveae, podrodziny Malvoideae, rodziny ślazowatych Malvaceae, rzędu ślazowców, kladu różowych (rosids) w obrębie okrytonasiennych (Magnoliophyta).
Pozycja w systemie Reveala (1993–1999)
Gromada okrytonasienne (Magnoliophyta Cronquist), podgromada Magnoliophytina Frohne & U. Jensen ex Reveal, klasa Rosopsida Batsch, podklasa ukęślowe (Dilleniidae Takht. ex Reveal & Tahkt.), nadrząd Malvanae Takht., rząd ślazowce (Malvales Dumort.), podrząd Malvineae Rchb., rodzina ślazowate (Malvaceae Juss.), rodzaj anoda (Anoda Cav.).
Wykaz gatunków
- Anoda abutiloides A.Gray
- Anoda acerifolia Cav.
- Anoda albiflora Fryxell
- Anoda crenatiflora Ortega
- Anoda cristata (L.) Schltdl. – anoda kędzierzawa
- Anoda guatemalensis Fryxell
- Anoda henricksonii M.C.Johnst.
- Anoda hintoniorum Fryxell
- Anoda hirta Fryxell
- Anoda lanceolata Hook. & Arn.
- Anoda leonensis Fryxell
- Anoda maculata Fryxell
- Anoda palmata Fryxell
- Anoda paniculata Hochr.
- Anoda pedunculosa Hochr.
- Anoda pentaschista A.Gray
- Anoda polygyna Fryxell
- Anoda pristina Fryxell
- Anoda pubescens Schltdl.
- Anoda reticulata S.Watson
- Anoda speciosa Fryxell
- Anoda succulenta Fryxell
- Anoda thurberi A.Gray